# Someone Here Is Missing
Someone Here Is Missing is het achtste studioalbum van The Pineapple Thief. De muziekgroep is overgestapt naar Kscope, het platenlabel van Steven Wilson van Porcupine Tree en heeft daarbij een hoop van haar eigen geluid ingeleverd voor de muziek van Wilson en zijn band. Het album is opgenomen in Yeovil gedurende een vrij lange periode. Er verscheen na dit album een downloadalbum onder de titel Someone Here Is Live. Qua thematiek is het een voortzetting van Little man. Hoesontwerp was van Storm Thorgerson.

## Musici
- Bruce Soord – gitaar, zang, programmeerwerk
- Jon Sykes – basgitaar, achtergrondzang
- Steve Kitch – toetsinstrumenten
- Keith Harrison – slagwerk

## Muziek
Alle van Bruce Soord

| Nr. | Titel                    | Duur |
| --- | ------------------------ | ---- |
| 1.  | Nothing at best          | 4:09 |
| 2.  | Wake up the dead         | 4:24 |
| 3.  | The state we’re in       | 3:19 |
| 4.  | Preparation for meltdown | 7:28 |
| 5.  | Barely breathing         | 3:45 |
| 6.  | Show a little love       | 4:00 |
| 7.  | Someone here is missing  | 3:53 |
| 8.  | 3000 Days                | 6:10 |
| 9.  | So we row                | 8:16 |

Nothing at best verscheen als downloadsingle, Show a little love als EP